# A kaktusz az indián kultúrában
A kaktusz számos indián törzs szertartásában fontos szerepet játszik.

## Felhasználása

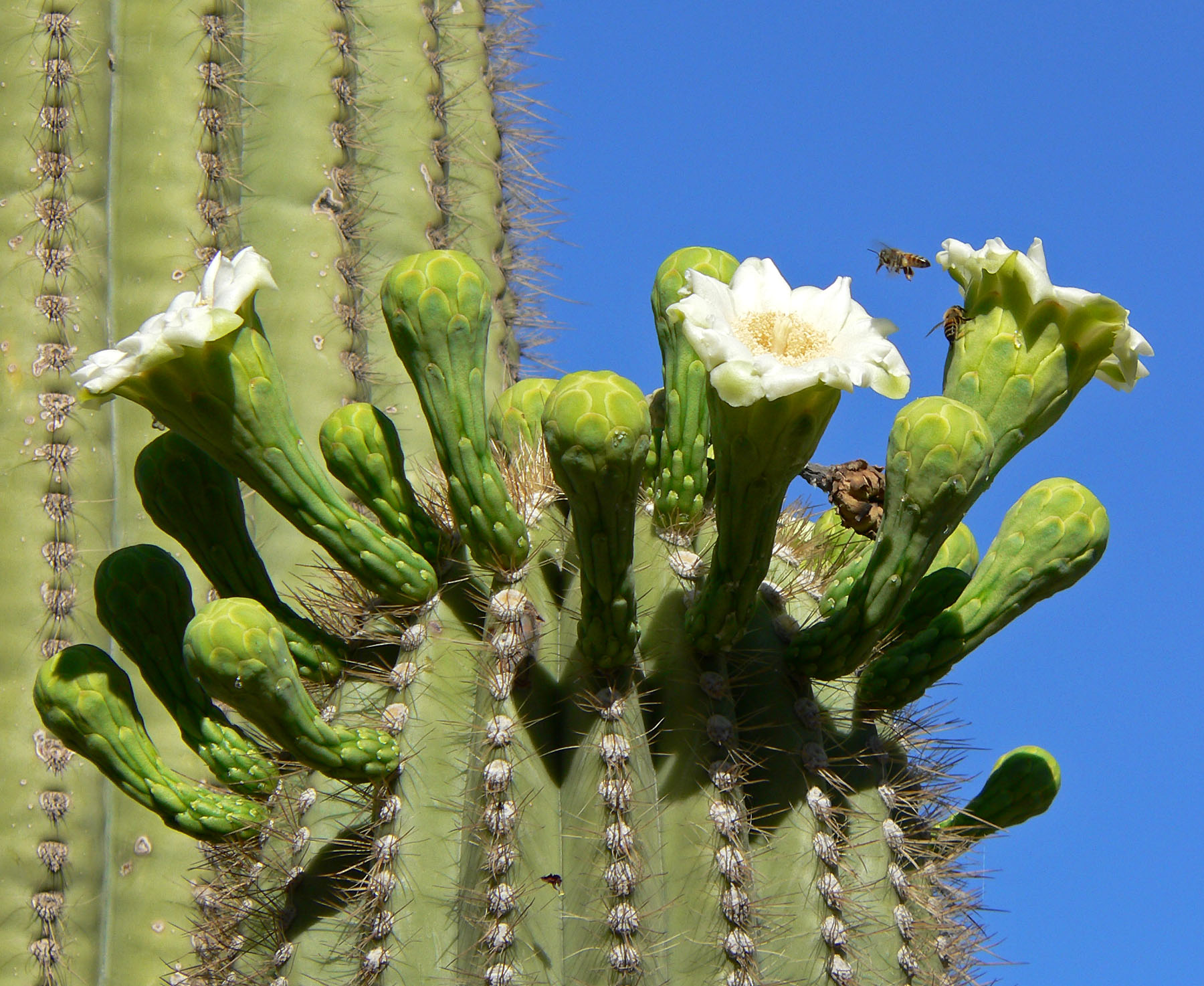
A saguaro virága.

A sivatagban növő számtalan kaktuszfaj egyaránt nyújt fizikai és szellemi táplálékot. A kaktusz hasznos vízforrás a sivatagban, leve, húsa vagy gyümölcse pedig szent szertartások alkalmával használható fel. A vastag bőr és a veszélyes tüskék alatt a hús csöpög a víztől, amit a növénynek a hosszú aszályok átvészelése miatt kell elraktároznia. A kaktusz levét kipréselik, és frissen isszák. A Tohono ódhemek más néven papagók a saguarogyümölcs (Carnegiea gigantea) édes levét besűrítik, és az így nyert szirupot megerjesztve készítik az évenkénti esőcsináló szertartáson felhasznált bort. A gyümölcsöt frissen vagy szárítva meg is eszik. A gyümölcsöt speciális rúdakkal szedik le a növényről, nehogy megsértsék azt.

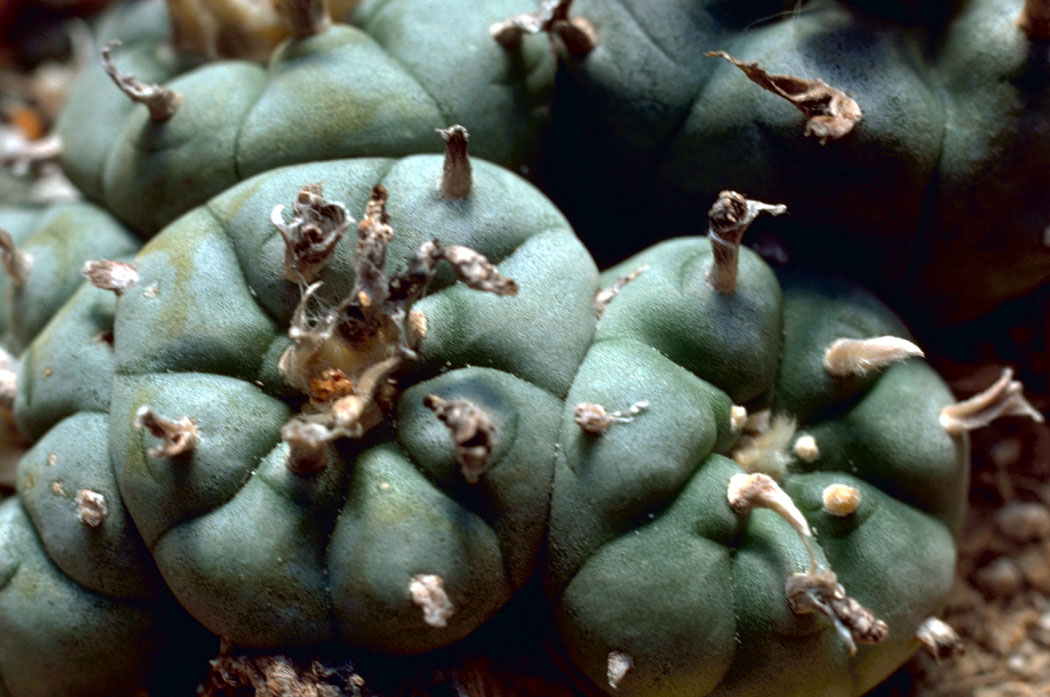
Pejotl kaktusz természetes állapotában.

A pejotl vagy peyote (Lophophora williamsii) leginkább a föld alatt növő, tüskétlen kaktusz; a föld felett csupán egy kerek bimbó látszik belőle, mely olyan hallucinogén anyagot tartalmaz, amit vallási és világi célra egyaránt felhasználnak. A pejotlot eszik vagy italként fogyasztják, és központi szerepet játszik a Bennszülött Amerikai Egyház (Native American Church) szertartásaiban.